# ロキトンネル

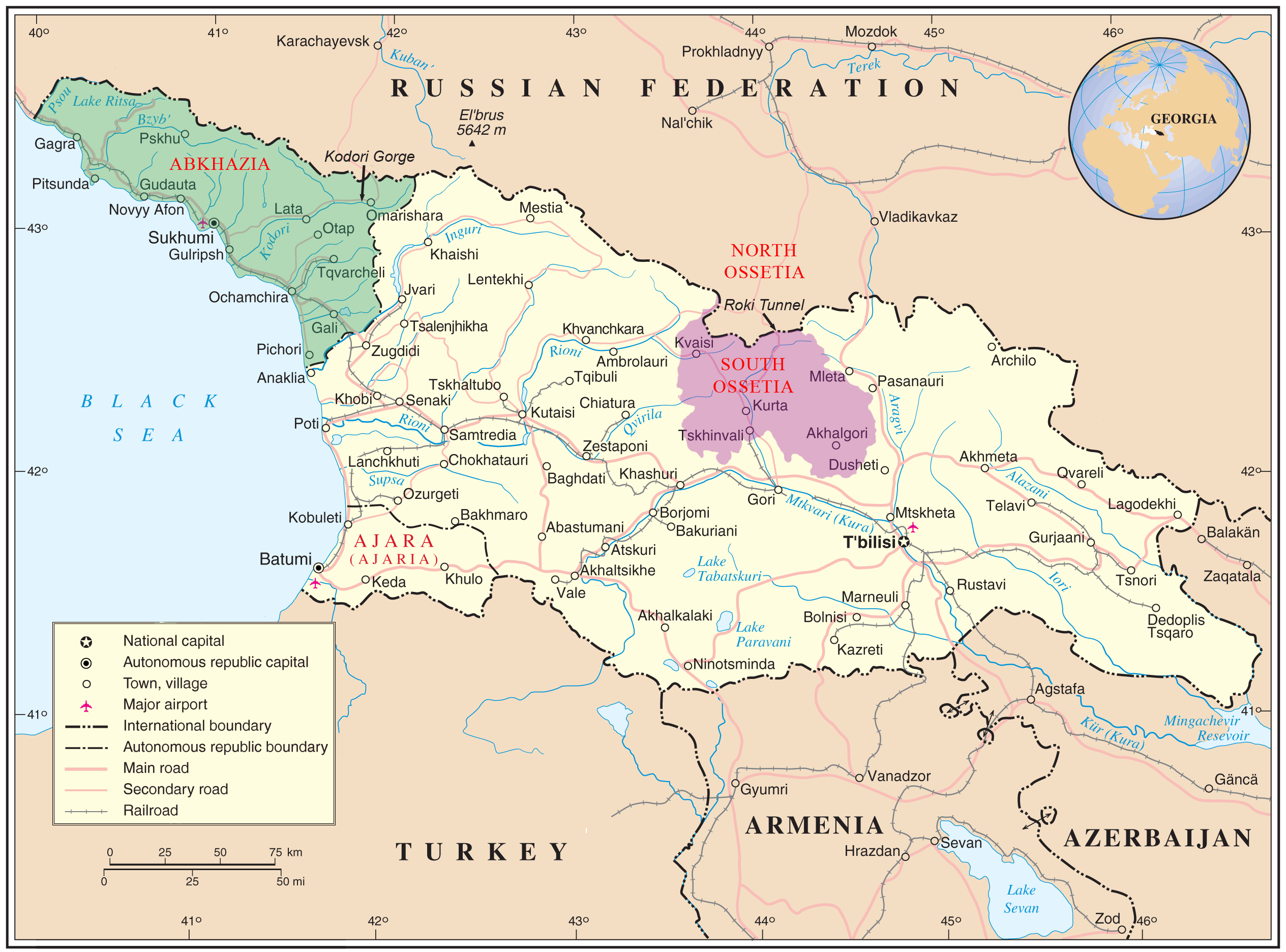
ジョージア全図

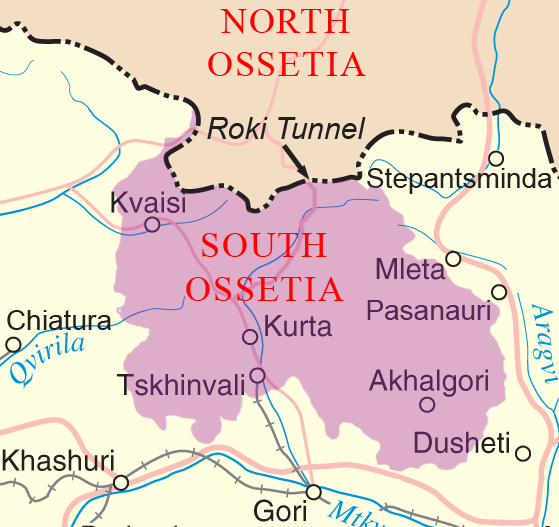
南オセチアとロキトンネル

ロキトンネル（Roki Tunnel、 グルジア語: როკის გვირაბი、オセット語: Ручъы тъунел、ロシア語: Рокский туннель）は大カフカース山脈を貫き、ロシア連邦の北オセチア共和国とジョージアの南オセチアを繋ぐトンネル。
1984年、ソビエト連邦当局によって建設された。標高約2000mのところを横切っており、長さは約3730m。夏にしか通行できないが、現在南北オセチアを結ぶ唯一の交通路となっている。
2008年に勃発した南オセチア紛争では戦闘に参加するためのロシア軍が多数通行した。